# Светско првенство у фудбалу за жене 1999.
Светско првенство у фудбалу за жене 1999. било је друго међународно фудбалско првенство за жене, које се одржавало у САД од 19. јуна до 10. јула. Учествовало је шестнаест репрезентација. Турнир је био најуспешније Светско првенство ФИФА за жене у смислу посећености, телевизијског рејтинга и јавног интереса.
Издање из 1999. било је прво које је укључило шеснаест репрезентација, што је повећање у односу на дванаест из 1995. године, и садржало је списак судија и званичника утакмица који су били искључиво женски. Целокупан турнир се играо првенствено на великим теренима америчког фудбала због очекиване потражње након успешног женског турнира на Олимпијским играма 1996. Просечна посета је била 37.319 гледалаца по мечу, а укупна посета била је 1,194 милиона, што је рекорд који је стајао до 2015. године. Турнир је направио профит од 4 милиона долара на свом оперативном буџету од 30 милиона долара.
Финалу, одиграном на Роуз боулу у Пасадени у Калифорнији, присуствовало је 90.185 људи, чиме је постављен међународни рекорд у броју гледалаца на женском спортском догађају. Сједињене Државе су освојиле турнир победивши Кину у извођењу пенала након нерешеног резултата у регуларном току и продужецима. Једанаестерци су завршени у корист САД 5 : 4 тако што је Бренди Честејн постигла победнички гол у петој серији, након ранијег промашаја Кинескиње Лиу Јинг. Кинески нападач Суен Вен и бразилски везиста Сиси били су заједнички најбољи стрелци турнира, са по седам голова.
Турнир се сматрао „преломним моментом“ за женски фудбал у САД који је повећао интересовање и учешће у женском фудбалу. Нова професионална лига, Женска уједињена фудбалска асоцијација, основана је након турнира, и играла је три сезоне пре него што је одустала због финансијских потешкоћа. Сједињене Америчке Државе су такође биле домаћин следећег Светског првенства 2003. године, које је одиграно на мањим местима и завршено тако што је тим домаћина завршио на трећем месту.

## Историја
Светско првенство у фудбалу за жене 1999. било је треће издање ФИФА светског првенства за жене, међународног женског првенства које је ФИФА створила након неколико турнира који су били претходници који су организовани да би се проверила његова изводљивост. Међународни женски фудбал је стекао популарност 1970-их, након ублажавања родних санкција од стране националних фудбалских савеза, а такмичења су организована између националних тимова, укључујући Мундиалито и Светски позивни турнир за жене.Домаћин женског турнира који је организовала ФИФА била је Кина 1988. године, а након тога је уследила најава првог ФИФА Светског првенства за жене, чији је домаћин била Кина 1991. године Домаћин женског турнира који је организовала ФИФА била је Кина 1988. године, а након тога је уследила најава првог ФИФА Светског првенства за жене, чији је домаћин била Кина 1991. године. Турнир, који је имао неколико модификованих правила и који је био званично познат као Прво Светско првенство у женском фудбалу за „М&М'с Куп” до ретроактивног назива „Светског купа”, ФИФА је сматрала успехом и пратио га је други светски Куп у Шведској четири године касније са већом медијском пажњом, али се играо пред мањим гледаоцима у просеку испод 4.500.

## Стадиони
Са изузетком полуфинала, 32 меча на турниру су била организована у 15 стадионских двомеча, који се састоје од два меча одиграна узастопно на истом стадиону. Полуфинале су се играле на одвојеним местима, али су организоване као даблхедери које су угостили ФК Сан Хозе ертквејкси и Њу Ингланд револушн из МЛСа. За турнир је коришћено осам места: три на источној обали, четири на западној обали и једно у Чикагу. Већина стадиона су била стадиони америчког фудбала са већим капацитетом од многих стадиона који су коришћени на прва два турнира. На захтев ФИФА-е, организатори турнира су првобитно планирали да користе пет мањих колеџ фудбалских места на источној обали која се налазе у једној временској зони. Финална утакмица би се одиграла на РФК Меморијалном стадиону у Вашингтону.  После успеха првог турнира у женском фудбалу на Летњим олимпијским играма 1996, који је имао велику посећеност и кулминирао гледањем меча за златну медаљу од 76.489 људи, организациони комитет је одлучио да користи веће стадионе и добио 15 понуда у 1997. години.
Имена осам стадиона и градова домаћина су објављени 19. новембра 1997. године, укључујући пет великих стадиона за амерички фудбал који су коришћени на Светском првенству за мушкарце 1994. године. Финале турнира је додељено Роуз боулу у Пасадени, Калифорнија, који је поновио своју улогу из меча за златну медаљу на Летњим олимпијским играма 1984. и мушког финала 1994. године. Утакмица отварања би се играла на стадиону Џајантс у Ист Радерфорду, Њу Џерзи, близу Њујорка. Организациони комитет турнира је проценио да би Светско првенство 1999. у просеку имало посећеност од 25.000 по мечу, са америчким мечевима и каснијим нокаутима који су били скоро распродати на већим местима. Стадион Федекс филд у Ландоверу, Мериленд, који опслужује тржиште Вашингтона, имао је ограничен капацитет од 41.000 седишта због текуће изградње током групне фазе. Касније је повећан на 55.000 за четвртфинале.
Два мања стадиона, Сивик стадион у Портланду, Орегон, и Спартан стадион у Сан Хозеу, Калифорнија, изабрани су да буду домаћини неколико утакмица групне фазе и једног четвртфиналног дуела. За турнир, Грађански стадион је био опремљен привременим травнатим тереном који је био постављен преко његове површине са вештачком травом, која је дебитовала током пријатељског загревања 6. јуна. Остала места су претрпела мале модификације како би се одржавале утакмице турнира, укључујући преуређење свлачионица америчког фудбала да би се сместило више тимова и промену димензија терена за игру.
Претпродаја карата по сниженим ценама почела је у октобру 1997. године и преко 300.000 продато је до априла 1999. године. До почетка јуна, продаја карата је достигла 500.000 — постављајући нови рекорд за женски спортски догађај надмашивши НЦАА женски кошаркашки турнир. Осам мечева првог викенда било је организовано у четири дуела који су привукли укупно 134.236 гледалаца, што је надмашило укупну посећеност Светског првенства 1995. године; меч Сједињених Држава и Данске привукао је 78.972 гледалаца на стадиону Џајантс у Њу Џерсију, постављајући нови амерички рекорд за посећеност женском спортском догађају. Та бројка је касније надмашена у финалу, одиграном између Сједињених Држава и Кине на Роуз боулу пред публиком од 90.185 гледалаца — што је светски рекорд за женске спортове.
| Лос Анђелес (Пасадена (Калифорнија)) | Сан Франциско (Станфорд (Калифорнија))                                                     | Вашингтон (Ландовер (Мериленд))                                      | Њујорк/Њу Џерзи (Ист Радерфорд (Њу Џерзи))                       |
| --- | ------------------------------------------------------------------------------------------ | -------------------------------------------------------------------- | ---------------------------------------------------------------- |
| Роуз боул | Стадион Станфорд                                                                           | Федекс филд                                                          | Стадион Џајантса                                                 |
| Капацитет: 95,542 | Капацитет: 85,429                                                                          | Капацитет: 80,116                                                    | Капацитет: 77,716                                                |
| A satellite view of the Rose Bowl stadium | A view of Stanford Stadium from the stands, showing the pitch encircled by a running track | A satellite view of Jack Kent Cooke Stadium                          | An aerial view of Giants Stadium                                 |
| ЧикагоИст РадерфордФоксбороСтенфордПасаденаПортландСан ХозеЛандоверМеста одржавања ФИФА Светског првенства за жене 1999. у Сједињеним Државама · Извор: ФИФА технички извештај |                                                                                            |                                                                      |                                                                  |
| Чикаго | Бостон (Фоксборо)                                                                          | Портланд                                                             | Сан Хозе                                                         |
| Солџер филд | Стадион Фоксборо                                                                           | Сивик                                                                | Спартан                                                          |
| Капацитет: 65,080 | Капацитет: 58,868                                                                          | Капацитет: 27,396                                                    | Капацитет: 26,000                                                |
| An aerial view of Soldier Field with the Chicago skyline in the background | A satellite view of Foxboro Stadium                                                        | An overhead view of PGE Park, showing the stands and a nearby street | A view of Spartan Stadium during a football game from the stands |

## Државе учеснице

### Квалификације
На Светском првенству за жене 1999. учествовало је шеснаест репрезентација, што је повећање у односу на дванаест из 1995. године и највеће повећање броја томова  у квалификацијама  у историји турнира. Гана, Мексико, Северна Кореја и Русија су дебитовале на Светском првенству за жене на турниру 1999. године, при чему је Мексико била прва земља шпанског говорног подручја која се квалификовала, док је Русија била прва словенска земља која се квалификовала.  Од преосталих дванаест тимова, три су се враћала на свој други турнир, девет је учествовало у сва три издања од 1991. године. Седам најбољих четвртфиналиста турнира се такође квалификовало за Олимпијске игре у Сиднеју 2000. заједно са домаћином Аустралијом.
Сједињеним Државама је додељена аутоматска квалификација на турнир као домаћин. Преостали учесници су одређени кроз серију од шест турнира које су од 1997. до 1998. водиле континенталне фудбалске конфедерације. У квалификацијама су учествовале 63 репрезентацује које су одигале у 141 утакмици. ФИФА доделила шест места за Европу, три за Азију, два за Африку, и по једно место за Северну Америку (без домаћина), Океанију и Јужну Америку.  Још једно место (за Мексико) је одређено плеј-оф серијом између другопласираних на турнирима Северне и Јужне Америке.
| - Африка (КАФ) - Нигерија - Гана - Азија (АФК) - Северна Кореја - Кина - Јапан - Јужна Америка (Конмебол) - Бразил - Океанија (ОФК) - Аустралија | - Северна Америка, Централна Америка & Кариби (Конкакаф) - Канада - Мексико (преко плеј-офа) - Сједињене Државе (аутоматски квалификовани као домаћини) - Европа (УЕФА) - Данска - Немачка - Русија - Норвешка - Шведска - Италија |

## Групна фаза
Финалним жребом, 14. фебруара 1999. године, шеснаест тимова учесника било је организовано у четири групе, означене од А до Д. Групна фаза се састојала од 24 утакмице одигране у кругу, у којима је сваки тим играо један меч против преостала три у својој групи. Тимови су добијали три бода за победу, један бод за реми, а ниједан за пораз.  Победници и другопласирани из сваке групе квалификовали су се за прву рунду нокаут фазе, која је почела четвртфиналом 30. јуна 1999. године.
| Критеријуми за изједначен резултат у групи |
| --- |
| Пласман тимова у групној фази одређен је на следећи начин: 1. Бодови добијени у свим утакмицама у групи (два бода за победу, један за реми, ниједан за пораз), 2. Гол-разлика у свим утакмицама у групи, 3. Број постигнутих голова у свим утакмицама у групи, 4. Поени добијени у утакмицама између дотичних тимова, 5. Разлика голова у утакмицама између дотичних тимова;, 6. Број голова постигнутих у утакмицама између дотичних тимова, 7. Број победа у свим групним мечевима, 8. Извлачење жреба. |

### Група А
Домаћини и шампионирепрезентација Сједињених Америчких Држава из 1991. били су смештени у Групу А заједно са Данском, која је била непоражена у европским квалификацијама, Нигеријом, шампионом афричког квалификационог такмичења, и Северном Корејом у свом дебију на Светском првенству. Сједињене Државе су победиле Данску резултатом 3 : 0 у уводном мечу, одиграном 19. јуна пред рекордних 78.972 на стадиону Џајантс, уз голове које су постигле Миа Хам, Џули Фоуди и Кристин Лили. Следећег дана на Росе Бовлу, Северна Кореја је изгубила 2 : 1 од Нигерије, примивши голове од Мерси Акиде и Рите Нвадике у другом полувремену.
| Pos | Тим              | О | П | Н | И | ГД | ГП | ГР  | Бод. | Qualification                   |
| --- | ---------------- | - | - | - | - | -- | -- | --- | ---- | ------------------------------- |
| 1   | Сједињене Државе | 3 | 3 | 0 | 0 | 13 | 1  | +12 | 9    | Квалификовала се за нокаут фазу |
| 2   | Нигерија         | 3 | 2 | 0 | 1 | 5  | 8  | −3  | 6    | Квалификовала се за нокаут фазу |
| 3   | Северна Кореја   | 3 | 1 | 0 | 2 | 4  | 6  | −2  | 3    |                                 |
| 4   | Данска           | 3 | 0 | 0 | 3 | 1  | 8  | −7  | 0    |                                 |

| Сједињене Државе                                  | (3 : 0)  | Данска |
| ------------------------------------------------- | -------- | ------ |
| - Миа Хам 17’ - Џули Фоуди 73’ - Кристин Лили 89’ | Извештај |        |

| Северна Кореја   | (1 : 2)  | Нигерија                             |
| ---------------- | -------- | ------------------------------------ |
| - Џо Сонг-ок 74’ | Извештај | - Мерси Акиде 50’ - Рита Нвадике 79’ |

| Сједињене Државе | (7 : 1)  | Нигерија            |
| --- | -------- | ------------------- |
| - Ифањи Чејине 19’ (а.г.) - Миа Хам 20’ - Тифени Милбрет 23’, 83’ - Кристин Лили 32’ - Мишел Ејкерс 39’ - Синди Парлоу Кон 42’ | Извештај | - Нкиру Окосиеме 2’ |

| Северна Кореја                                        | (3 : 1)  | Данска              |
| ----------------------------------------------------- | -------- | ------------------- |
| - Џин Пјол-хју 15’ - Џо Сонг-ок 39’ - Ким Кум-сил 73’ | Извештај | - Јани Јохансен 74’ |

| Нигерија                                | (2 : 0)  | Данска |
| --------------------------------------- | -------- | ------ |
| - Мерси Акиде 25’ - Нкиру Окосијеме 81’ | Извештај |        |

| Сједињене Државе                               | (3 : 0)  | Северна Кореја |
| ---------------------------------------------- | -------- | -------------- |
| - Шенон МакМилан 56’ - Тиша Вентурини 68’, 76’ | Извештај |                |

### Група Б
Група Б, која је названа „групом смрти” турнира, укључивала је Немачку вицешампиона из 1995, полуфиналисте Олимпијских игара Бразил, четвртфиналисте Италију 1991. и новопридошлице Мексико. Бразил је отворио групну фазу победом над Мексиком резултатом 7 : 1 на Гиантс стадиону, постигавши последњих шест голова на мечу након што је било изједначено на 1 : 1 у првих десет минута. Нападач Претиња и везиста Сиси постигли су хет-трикове где је први постигнут у надокнади времена, а други у 50. минуту. Катја је постигла погодак из пенала пре полувремена. Италија и Немачка су одиграле нерешено 1 : 1 следећег дана на Роуз боулу. Италија је водила све до 61 минута када је Бетина Вигман изједначила из досуђеног једанаестерца.
Сиси је у другој утакмици Бразила на првенству, против Италије, постигла два гола и победом од 2 : 0  донела пласман у четвртфинале. Мексико је елиминисан из групе поразом од Немачке резултатом 6 : 0 у Портланду. Инка Грингс је постигла хет-трик за Немце, укључујући први и последњи гол на утакмици, док су њене саиграчице Сандра Смисек, Ариане Хингст и Ренате Лингор постигле по један гол..
Бразил и Немачка играли су последњи меч у групи Б за прво место и са тиме избегну као другопласирани да играју против јаке екипе Сједињених Држава у четвртфиналу. Након што је у осмом минуту Биргит Принц постигла водећи гол за Немачку, Бразил је појачао темпо и већ у двадесетом минуту головима Катје и Сиси повео са 2 : 1 што је остао резултат до краја првог полувремена. Једанаестерац, досуђен Немачкој у првом минуту другог полувремена након што је Принц фаулирана у петерцу, Вигман је реализовала за изједначење 2 : 2. Немице су затим повеле након што је Стефи Џонес постигла трећи погодак за Немице. У последњој минути надокнаде времена Мајкон је ударцем главом постигла изједначујући гол за рперезентацију Бразила и поставила коначан резултат 3 : 3. Бразил је завршио на врху групе и играо је са Нигеријом у четвртфиналу, док је Немачка напредовала као другопласирана екипа која се суочила са Сједињеним Државама. Италија, која је већ елиминисана ремијем између Бразила и Немачке, победила је Мексико са 2 : 0 на стадиону Фоксборо и завршила турнир са резултатом 1–1–1, као трећа у групи.
| Pos | Тим     | О | П | Н | И | ГД | ГП | ГР  | Бод. | Qualification                   |
| --- | ------- | - | - | - | - | -- | -- | --- | ---- | ------------------------------- |
| 1   | Бразил  | 3 | 2 | 1 | 0 | 12 | 4  | +8  | 7    | Квалификовала се за нокаут фазу |
| 2   | Немачка | 3 | 1 | 2 | 0 | 10 | 4  | +6  | 5    | Квалификовала се за нокаут фазу |
| 3   | Италија | 3 | 1 | 1 | 1 | 3  | 3  | 0   | 4    |                                 |
| 4   | Мексико | 3 | 0 | 0 | 3 | 1  | 15 | −14 | 0    |                                 |

| Бразил                                                           | (7 : 1)  | Мексико                |
| ---------------------------------------------------------------- | -------- | ---------------------- |
| - Претиња 3’, 12’, 90+1’ - Сиси 29’, 42’, 50’ - Катја 35’ (пен.) | Извештај | - Марибел Домингез 10’ |

| Немачка                    | (1 : 1)  | Италија                |
| -------------------------- | -------- | ---------------------- |
| - Бетина Вигман 61’ (пен.) | Извештај | - Патриција Панико 36’ |

| Бразил         | (2 : 0)  | Италија |
| -------------- | -------- | ------- |
| - Сиси 3’, 63’ | Извештај |         |

| Немачка                                                                                    | (6 : 0)  | Мексико |
| ------------------------------------------------------------------------------------------ | -------- | ------- |
| - Инка Грингс 10’, 57’, 90+2’ - Сандра Смисек 45+1’ - Ариан Хингст 49’ - Ренате Лингор 89’ | Извештај |         |

| Немачка                                                       | (3 : 3)  | Бразил                                |
| ------------------------------------------------------------- | -------- | ------------------------------------- |
| - Биргит Принц 8’ - Бетина Вегман 46’ (пен.) - Стефи Џонс 58’ | Извештај | - Катја 15’ - Сиси 20’ - Мајкон 90+4’ |

| Мексико | (0 : 2)  | Италија                                 |
| ------- | -------- | --------------------------------------- |
|         | Извештај | - Патриција Панико 37’ - Паола Зани 51’ |

### Група Ц
Актуелни шампиони Светског првенства Норвешка били су постављени у Групу Ц, у којој су такође били 1995. четвртфиналисти Јапан, северноамерички квалификациони шампиони Канада и новајлија Русија, који су се квалификовали кроз европски плеј-оф. У свом уводном мечу Канада је повела у 32. минуту против Јапана. Утакмица је одиграна на стадиону Спартан у Сан Хозеу. Јапан је изједначио у 64. минуту голом Нами Отаке, што је био и коначан резултат меча 1 : 1. Норвешка је почела одбрану титуле на Светском првенству у Масачусетсу победом од 2 : 1 над дебитантском репрезентацијом Русије. Голове за Норвешку су постигле Брита Сандаун после корнера у 28. минуту који је извела Маријана Петерсен, а она је и постигла гол у 68. минуту и имала још девет опасних шутева нагол. Галина Комарова је у 78. минуту постигла утешни гол за Русију, један од само два ударца ка голу за тим током целог меча.
На стадиону Џек Кент Кук, Вашингтона, Норвешка је постала први тим који је обезбедио пласман у четвртфинале победом од 7 : 1 над репрезентацијом Канаде. Меч је почео поготком Норвешке у осмом минуту али је канада изједначила мало после у 31. минуту голом Елизабете Хупер. Радост Канађанки није дуго трајао јер је већ после пет минута норвешки нападач Ан Кристин Аренес, која је постигла први гол у осмом минуту, вратила вођство свог тима ударцем главом у 36. минуту. Са тим резултатом се и отишло на полувреме. Пет норвешких играчица су постигли гол у другом полувремену и поставило коначан резултат од 7 : 1. То је био истоветан резултат, са седам голова, које су постигли против Канаде у првом колу турнира 1995. године. Четири дана након пораза од Норвешке, Рускиње су остварили своју прву победу на Светском првенству победивши Јапан са 5 : 0 на Градском стадиону у Портланду. Репрезентација Русије је постигла четири гола у другом полувремену, укључујући два гола Олге Летјушове. Капитена репрезентације Ирина Григоријева је била асистент за преостала три гола.
Русија се пласирала у четвртфинале победом над Канадом резултатом 4 : 1, утакмицом одиграном на стадиону Џајантс у Њу Џерсију, и тиме завршивши на другом месту са шест бодова. Григоријева је постигла први гол Русије у 54. минуту и асистирала код другог, првог од два гола Елена Фомине. Канада је смањила заостатак на 2 : 1 голом Чармејне Хупер у 76. минуту, али је Фомин други гол у 86. минуту и гол у надокнади времена Олге Карасеве поставило коначан резултат утакмице од 4 : 1. Норвешка је завршила без пораза у групној фази савладавши Јапан са 4 : 0 на Солџер Фиелду. Већ у осмом минуту Норвежанке су повеле из пенал са 1 : 0, а предност је повећана аутоголом јапанке Уни Лен у 26. минуту. Норвешки тим је због повреде морао да замени прво  капитена Линду Медален а кацније и нападача Ан Кристин Аренес. Коначан гол на мечу постигла је у 61. минуту Дагни Мелгрен, она је искористила центаршут саиграчице Лен и главом постигла гол.
| Pos | Тим      | О | П | Н | И | ГД | ГП | ГР  | Бод. | Qualification                   |
| --- | -------- | - | - | - | - | -- | -- | --- | ---- | ------------------------------- |
| 1   | Норвешка | 3 | 3 | 0 | 0 | 13 | 2  | +11 | 9    | Квалификовала се за нокаут фазу |
| 2   | Русија   | 3 | 2 | 0 | 1 | 10 | 3  | +7  | 6    | Квалификовала се за нокаут фазу |
| 3   | Канада   | 3 | 0 | 1 | 2 | 3  | 12 | −9  | 1    |                                 |
| 4   | Јапан    | 3 | 0 | 1 | 2 | 1  | 10 | −9  | 1    |                                 |

| Јапан            | (1 : 1)  | Канада                |
| ---------------- | -------- | --------------------- |
| - Нами Отаке 64’ | Извештај | - Силвана Бертини 32’ |

| Норвешка                                | (2 : 1)  | Русија                |
| --------------------------------------- | -------- | --------------------- |
| - Брит Сандун 28’ - Мариан Петерсен 68’ | Извештај | - Галина Комарова 78’ |

| Норвешка | (7 : 1)  | Канада               |
| --- | -------- | -------------------- |
| - Ан Кристин Аренес 8’, 36’ - Уни Лен 49’ - Хеге Рисе 54’ - Линда Медален 62’ - Мариан Петерсен 76’ - Солвег Гулбрандсен 87’ | Извештај | - Елизабет Хупер 31’ |

| Јапан | (0 : 5)  | Русија                                                                                           |
| ----- | -------- | ------------------------------------------------------------------------------------------------ |
|       | Извештај | - Лариса Савина 29’ - Олга Летјусонова 52’, 90’ - Наталија Карасева 58’ - Наталија Барбашина 80’ |

| Канада               | (1 : 4)  | Русија                                                                  |
| -------------------- | -------- | ----------------------------------------------------------------------- |
| - Елизабет Хупер 76’ | Извештај | - Ирина Глигоријева 54’ - Елена Фомина 66’, 86’ - Олга Карасајева 90+1’ |

| Норвешка                                                                                    | (4 : 0)  | Јапан |
| ------------------------------------------------------------------------------------------- | -------- | ----- |
| - Хеге Рисе 8’ (пен.) - Хироми Икеда 26’ (а.г.) - Ан Кристин Аренес 36’ - Дагни Мелгрен 61’ | Извештај |       |

### Група Д
Група Д укључивала је полуфиналисте из 1995. године и олимпијске вицешампионке Кину, последњепласирану репрезентацију Аустралије из 1995. године, новајлије и другопласиране са квалификационог афричког турнира Гану, и претходне домаћине Светског првенства и полуфиналисте Шведску. У свом уводном мечу против Шведске на стадиону Спартан у Сан Хозеу, Кина је примила рани гол у другом минуту, гол је постигла шведски дефанзивни играч Кристин Бенгтсон. Нападач Ђин Јен постигла је изједначујући гол за Кину у 17. минуту, а Лиу Ајлинг је постигла победнички гол у 69. минуту. Аустралија и Гана су одиграле нерешено 1 : 1 на стадиону Фоксборо у другом уводном мечу групе дан касније, који је почео црвеним картоном који је показан везисти Гане Барикису Тети-Квао у 25. минуту. Голман Гане Мемунату Сулемана имала је 11 успешних одбрана тако да је утакмица била без голова до 74. минута, када је капитен Матилда Џули Мари дала гол за вођство Аустралије. Гана је изједначила за мање од два минута касније голом Нане Гјамфу, чиме је својој екипи обезбедила бод.
У свом другом мечу Шведска, одиграном против Аустралије на стадиону Џек Кент Кук у близини Вашингтона, је повела веома рано. У осмом минуту Џејн Торнквист је главом послала лопту у мрежу за вођство Шведске репрезентације а Хане Љунгберг дванаест минута касније је дуплирала скор. Голом Џули Мареј у 32. минуту заостатак је смањен на 2 : 1 на полувремену, али је Љунгберг поново постигла гол у 69. минуту због грешке у одбрани Аустралије, потврдивши победу Швеђана од 3 : 1. Кинескиња Суен Вен је остварла хет-трик у прва 54. минута утакмице против Гане, која је завршена победом од 7 : 0 на Сивик стадиону у Портланду и тиме се кинеска репрезентација изборила се за пласман у четвртфинале. Гана је изгубила Регину Ансах због црвеног картона у 52. минуту, а три њене саиграчице су зарадиле по жути картон због других прекршаја. Кинезкиње су наставили да погађају у другом полувремену, укључујући два гола Џанг Џанг Оујинг у 82. минуту и на почетку надокнаде времена, док је Џао Лихинг додала још један гол у надокнади минут касније.
Кина је затворила своју групну фазу савладавши Аустралију резултатом 3 : 1, продуживши свој победнички низ на три меча и надмашивши своје противнике са скором од 12 : 2. Аустралијска нападачица Алиша Фергусон је искључена због фаула у другом минуту, што је и даље најбржи црвени картон у историји Светског првенства за жене. Суен Вен је постигла свој први гол у 39. минуту, а убрзо после полувремена уследио је и други, пошто је за оба поготка постигла на додавања Џао Лихинг. Шерил Солсбери је смањила заостатак на 2-1 својим ударцем у 66. минуту, прекинувши низ од 253 минута прекида за кинеског голмана Гаоа Хонга. Кинези су на крају победили са 3 : 1 након што је Љу Јинг постигла ефектан гол у 73. минуту. Шведска се пласирала у четвртфинале победом од 2 : 0 над Ганом у Чикагу, захваљујући головома које је постигла Викторије Свенсон у 58. и 86. минуту.
| Pos | Тим        | О | П | Н | И | ГД | ГП | ГР  | Бод. | Qualification                   |
| --- | ---------- | - | - | - | - | -- | -- | --- | ---- | ------------------------------- |
| 1   | Кина       | 3 | 3 | 0 | 0 | 12 | 2  | +10 | 9    | Квалификовала се за нокаут фазу |
| 2   | Шведска    | 3 | 2 | 0 | 1 | 6  | 3  | +3  | 6    | Квалификовала се за нокаут фазу |
| 3   | Аустралија | 3 | 0 | 1 | 2 | 3  | 7  | −4  | 1    |                                 |
| 4   | Гана       | 3 | 0 | 1 | 2 | 1  | 10 | −9  | 1    |                                 |

| Кина                          | (2 : 1)  | Шведска              |
| ----------------------------- | -------- | -------------------- |
| - Ђин Јен 17’ - Љу Ајлинг 69’ | Извештај | - Кристи Бенгтсон 2’ |

| Аустралија      | (1 : 1)  | Гана              |
| --------------- | -------- | ----------------- |
| - Џули Мари 74’ | Извештај | - Нана Гимфах 76’ |

| Аустралија      | (1 : 3)  | Шведска                                      |
| --------------- | -------- | -------------------------------------------- |
| - Џули Мари 32’ | Извештај | - Јане Тернквист 8’ - Хана Љунгберг 21’, 69’ |

| Кина                                                                              | (7 : 0)  | Гана |
| --------------------------------------------------------------------------------- | -------- | ---- |
| - Суен Вен 9’, 21’, 54’ - Ђин Јен 16’ - Џанг Оујинг 82’, 90+1’ - Џао Лихинг 90+2’ | Извештај |      |

| Кина                              | (3 : 1)  | Аустралија           |
| --------------------------------- | -------- | -------------------- |
| - Суен Вен 39’, 51’ - Љу Јинг 73’ | Извештај | - Черил Салсбери 66’ |

| Гана | (0 : 2)  | Шведска                             |
| ---- | -------- | ----------------------------------- |
|      | Извештај | - Викторија Сандел Свенсон 58’, 86’ |

### Нокаут фаза
Нокаут фаза Светског купа за жене састојала се од три рунде појединачне елиминације које су водиле до финала и плеј-офа за треће место. Након нерешеног резултата у регуларном времену, два продужетка од по 15 минута би се користила за одређивање победника. По први пут у историји Светског купа за жене, златни гол би се користио у продужецима да би се одмах одлучио победник. Ако би резултат остао нерешен на крају продужетка, уследило би извођење једанаестераца.
|  | Четвртфинале       | Четвртфинале                |                         |       | Полуфинале              | Полуфинале              |  |  | Финале | Финале |
|  |                    |                             |                         |       |                         |                         |  |  |        |        |
|  | 1. јул – Лендовер  |                             |                         |       |                         |                         |  |  |        |        |
|  |                    |                             |                         |       |                         |                         |  |  |        |        |
|  | Сједињене Државе   | 3                           |                         |       |                         |                         |  |  |        |        |
|  | Сједињене Државе   | 3                           | 4. јул – Стенфорд       |       |                         |                         |  |  |        |        |
|  | Немачка            | 2                           |                         |       |                         |                         |  |  |        |        |
|  | Немачка            | 2                           | Сједињене Државе        | 2     |                         |                         |  |  |        |        |
|  | 1. јул – Лендовер  |                             | Сједињене Државе        | 2     |                         |                         |  |  |        |        |
|  |                    | Бразил                      | 0                       |       |                         |                         |  |  |        |        |
|  | Бразил (з. г.)     | Бразил                      | 0                       | 4     |                         |                         |  |  |        |        |
|  | Бразил (з. г.)     |                             | 10. јул – Пасадена      | 4     |                         |                         |  |  |        |        |
|  | Нигерија           | 3                           |                         |       |                         |                         |  |  |        |        |
|  | Нигерија           | 3                           | Сједињене Државе (пен.) | 0 (5) |                         |                         |  |  |        |        |
|  | 30. јун – Сан Хозе |                             | Сједињене Државе (пен.) | 0 (5) |                         |                         |  |  |        |        |
|  |                    | Кина                        | 0 (4)                   |       |                         |                         |  |  |        |        |
|  | Норвешка           | Кина                        | 0 (4)                   | 3     |                         |                         |  |  |        |        |
|  | Норвешка           | 4. јул – Сан Хозе\|Фоксборо |                         | 3     |                         |                         |  |  |        |        |
|  | Шведска            | 1                           |                         |       |                         |                         |  |  |        |        |
|  | Шведска            | 1                           | Норвешка                | 0     |                         |                         |  |  |        |        |
|  | 30. јун – Сан Хозе |                             | Норвешка                | 0     |                         |                         |  |  |        |        |
|  |                    | Кина                        | 5                       |       | Утакмица за треће место | Утакмица за треће место |  |  |        |        |
|  | Кина               | Кина                        | 5                       | 2     | Утакмица за треће место | Утакмица за треће место |  |  |        |        |
|  | Кина               |                             | 10. јул – Пасадена      | 2     |                         |                         |  |  |        |        |
|  | Русија             | 0                           |                         |       |                         |                         |  |  |        |        |
|  | Русија             | 0                           | Бразил (пен.)           | 0 (5) |                         |                         |  |  |        |        |
|  |                    |                             |                         |       |                         |                         |  |  |        |        |
|  | Норвешка           | 0 (4)                       |                         |       |                         |                         |  |  |        |        |
|  | Норвешка           | 0 (4)                       |                         |       |                         |                         |  |  |        |        |

### Четвртфинале
У првом мечу двомеча четвртфинала на стадиону Спартан у Сан Хозеу играле су репрезентације Кине и Русије. Репрезентација Русије је била једини тим који је дебитовала на турниру и такође прошала у нокаут фазу. Кина је напредовала победом од 2 : 0 над Русијом, головима Пу Веј и Ђин Јен, док њихови противници нису успели да шутирају ка голу до надокнаде времена. Други меч двомеча, између ривала Норвешке и Шведске, почео је без голова у првом полувремену, а завршио се са четири постигнута гола у другом полувремену за победу Норвешке од 3 : 1. Норвешка је отворила гол главом Адн Кристин Аренес у 51. минуту, након чега су уследили гол Маријане Петерсен у 58. и пенал који је искористила Хеге Рисе у 72. минуту. Шведска је постигла утешни гол ударцем Малин Мострем у 90. минуту.
Следећи двомеч, на стадиону Џек Кент Кук у близини Вашингтона, почео је утакмицом између Сједињених Држава и Немачке одиграном пред 54.642 гледалаца, укључујући председника САД Била Клинтона. Амерички дефанзивац Бренди Честејн постигала је аутогол у петом минуту после погрешне комуникације са голманом Брајаном Скери, али су Американке, Тифени Милбрет, једанаест минута касније постигли изједначујући погодак. Немачка је поново преузела вођство у надокнади времена првог полувремена, ударцем Бетине Вигман која је савладала голмана Скери са 20 метара. Честејн се искупила постигавши други изједначујући гол за САД у 49. минуту, после корнера који је извела Миа Хам. Џој Фосет је постигла трећи гол за Американке, главом после изведеног корнера у 66. минуту, што је омогућило Сједињеним Државама да иду даље победивши Немице са коначних 3 : 2.
У другј утакмици двомеча на стадиону Џек Кент Кук, састали су се Бразил и Нигерија, био је то прва утакмица у историји ФИФА Светског првенства за жене који је одлучен златним голом у продужецима. Сидиња је постигла два гола у прва 22. минута меча, а придружиле су јој се Нене у 35. минуту што је довело до вођства од 3 : 0 у првом полувремену. Нигерија је заменила голмана Ен Чиџин са резервном голманком Џудит Чиме и одмах на почетку другог полувремена је извршила притисак и преузела иницијативу. „Супер орлови” су постигли свој први гол у 63. минуту преко Приске Емеафу која је искористила грешку одбране, а други гол је постигла Нкиру Окосијем након скока и ударца главом у 72. минуту. Изједначујући погодак за Нигерију постигла је Нкечи Егбе у 85. минуту ударцем са даљине од 13 метара. Погодак је изнудио продужетке, где је Нигерија играла са само 10 играча након што је нападач Авре избачена у 87. минуту због добијања другог жутог картона. Бразилски везиста Сиси, која је асистирала за два гола у првом полувремену, постигла је златни гол са 20 метара у 104. минуту и донела победу у мечу са 4 : 3 за Бразил.
Седам најбољих четвртфиналиста се такође квалификовало за Летње олимпијске игре 2000. заједно са домаћином Аустралијом, који је елиминисан у групној фази. Квалификације за Олимпијске игре су одређене низом тај-брејкова, почевши од разлике у поразу у четвртфиналном мечу, након чега су уследили голови постигнути у четвртфиналу и учинку у групној фази. Иако су и Русија и Шведска изгубиле са по два гола, Швеђани су постигли гол у свом поразу, док Русија није, остављајући их као јединих четвртфиналиста који се нису квалификовали за Олимпијске игре.
| Кина                       | (2 : 0)  | Русија |
| -------------------------- | -------- | ------ |
| - Пу Веј 37’ - Ђин Јен 56’ | Извештај |        |

| Норвешка                                                              | (3 : 1)  | Шведска               |
| --------------------------------------------------------------------- | -------- | --------------------- |
| - Адн Кирстин Аренес 51’ - Мариан Петерсен 58’ - Хеге Рисе 72’ (пен.) | Извештај | - Малин Мострем 90+1’ |

| Сједињене Државе                                          | (3 : 2)  | Немачка                                          |
| --------------------------------------------------------- | -------- | ------------------------------------------------ |
| - Тифени Милбрет 16’ - Бренди Частејн 49’ - Џој Фасет 66’ | Извештај | - Бренди Частејн 5’ (а.г.) - Бетина Вигман 45+1’ |

| Бразил                                  | (4 : 3)  | Нигерија                                                   |
| --------------------------------------- | -------- | ---------------------------------------------------------- |
| - Сидиња 4’, 22’ - Нене 35’ - Сиси 104' | Извештај | - Приска Емеафу 63’ - Нкиру Окосијеме 72’ - Нкечи Егбе 85’ |

### Полуфинале
Полуфинални мечеви који су играни на Дан независности САД били су организовани као дупле утакмице прво су играли МЛС тимови, Њу Ингланд револушн и Сан Хозе клаша као домаћини против  МетроСтарса и Д.Ц. Јунајтеда. Сједињене Америчке Државе су се суочиле са Бразилом на стадиону Стенфорд недалеко од Сан Франциска пред 73.123 гледалаца. Сједињене Америчке Државе су почеле меч са раним вођством, након што је бразилски голман Маравиња неспретно ухватила лопту која јој је испала и омогућила Синди Парлоу да постигне гол главом у петом минуту. Бразил је узвратио са неколико удараца у другом полувремену што је захтевало од голмана Бријане Скери да направи три лепе одбране како би сачувала вођство. У контранападу у 80. минуту америчка нападачица Миа Хам срушена је у шеснаестерцу а њена саиграчица Мишел Ејкерс је извела једанаестерац и постигла гол за коначних 2 : 0.
У другом полуфиналу, одиграном пред 28.986 посетилаца на стадиону Фоксборо у Масачусетсу, Кина је победила актуелног шампиона Норвешку резултатом 5 : 0, што је одговарало најгорој маргини пораза тима икада. Суен Вен је постигла гол већ у трећем минуту. Уследио је волеј десном ногом Љу Ајлинг једанаест минута касније после изведеног корнера, повећавајући вођство тима на 2 : 0. Љу је постигла свој други гол у 51. минуту, погодивши волеј левом ногом са 14 метара, а Љу Ајлинг је постигла четврти гол Кине у 65. минуту уз још један волеј после изведеног слободног ударца који је извела Суен.  Кини је у 72. минуту досуђен једанаестерац због игре руком у петерцу Норвешке. Суен је то искористила, постигавши свој седми гол на турниру и тако се изједначила са бразилком Сиси као водећи стрелац првенства.
| Сједињене Државе                               | (2 : 0)  | Бразил |
| ---------------------------------------------- | -------- | ------ |
| - Синди Парло Кон 5’ - Мишел Ејкерс 80’ (пен.) | Извештај |        |

| Норвешка | (0 : 5)  | Кина                                                            |
| -------- | -------- | --------------------------------------------------------------- |
|          | Извештај | - Суен Вен 3’, 72’ (пен.) - Љу Ајлинг 14’, 51’ - Фан Јуенђе 65’ |

### Утакмица за треће место
Плеј-оф за треће место, у којем су се борили Норвешка и Бразил, био је први део дуела са финалом на Роуз Боулу у Пасадени који је почео ујутру у 10:15. Норвешка је имала већину шанси за гол током меча, али је Маравиња одбранила све њихове ударце како би сачувала свој гол. Претиња је имала две шансе да постигне гол за Бразил и доведе свој тим у вођство, али је норвешки голман Бенте Нордби била сигурна на свом голу. Након што је остао без голова у продужетку и надокнади, прешло се на извођење једанаестераца, стандардни продужетак за златни гол је прескочен због ограничења телевизијског распореда уочи финала. Претиња је промашила уводни пенал за Бразил, али преосталих пет које су извеле њени саиграчице било реализовано. Норвешка је изгубила вођство промашајем у трећој серији Сиља Јергенсен, тако да је коначан исход после шесте серије био 5 : 4 за Бразилу.
| Бразил                                              | (0 : 0)  | Норвешка                                                                                                 |
| --------------------------------------------------- | -------- | --- |
|                                                     | Извештај | |
| Пенали                                              |          | |
| - Претиња - Кидиња - Ктја - Мајкон - Нене - Формига | 5 : 4    | - Хеге Рисе - Мариане Петерсен - Сиље Јергенсен - Брит Сандаун - Солвег Гулбрандсен - Адн Кирстин Аренес |

### Финале
Финале на Роуз боулу 1999. године одиграно је пред 90.185 гледалаца, за које се тврдило да је светски рекорд за женски спортски догађај, док је његов телевизијски пренос у САД у просеку имао 17,9 милиона гледалаца и достигао 40 милиона. Два финалиста, Сједињене Америчке Државе и Кина, претходно су се састале у мечу за златну медаљу на Летњим олимпијским играма 1996. у Атланти, који су САД победиле са 2 : 1. Уз неколико неуспешних покушаја домаћина, меч је после продужетка остао без голова. Кина је два пута шутирала ка голу САД у продужецима, али су везни играч Кристин Лили и голман Бријана Скари сачувале нерешено до краја продужетка.
Приликом извођења пенала које је уследио, прве четири играчице су постигле гол на својим ударцима пре него што је амерички гочман Скери  успела да одбрани шут Љиу Јинг  у трећој рунди. Кинески медији су Скари оптужили за варање јер је намерно закорачила испред гол-линије пре него што је одбранила ударац Љу, али је изјавила да „сви то раде“. Лили и Миа Хам су успешно реализовали пенале и довели Американке у вођство, али су Џао Ојинг и Сјун Вен успели да изведу своје пенале и задрже нерешено 4 : 4. Бранди Частејн, која је неколико месеци раније промашила једанаестерац у Купу Алгарвеа против Кинескиња, успешно је ивела одлучујући удара и донела победу екипи Сједињених Држава у распуцавању 5 : 4. Честејн је прославила тако што је скинула свој дрес и открила свој спортски грудњак испод, стварајући један од најзначајнијих тренутака у историји женског спорта како се појављивао на насловницама великих часописа и новина.
| Сједињене Државе                                                      | (0 : 0)  | Кина                                                       |
| --------------------------------------------------------------------- | -------- | ---------------------------------------------------------- |
|                                                                       | Извештај |                                                            |
| Пенали                                                                |          |                                                            |
| - Карла Овербек - Џој Фосет - Кристин Лили - Миа Хам - Бренди Честејн | 5 : 4    | - Сје Хуејлин - Ћу Хајјен - Љу Јинг - Џао Ојинг - Сјун Вен |

## Признања
Кинески нападач Суен Вен добила је Златну лопту као најбољи играчица турнира. Такође је поделила Златну копачку са бразилским везисткињом Сиси као најбољи стрелац турнира са седам голова и три асистенције за оба играча.[182] Сиси је такође освојила Сребрну лопту, док је америчка ветеранка Мишел Ејкерс освојила Бронзану лопту. Адн Кристин Аренес освојила је бронзану копачку са четири гола и једном асистенцијом. Кина је освојила ФИФА-ину награду за фер плеј за свој дисциплински рекорд током турнира. Награде турнира уручене су на церемонији ФИФА Светског играча године 24. јануара 2000. у Бриселу.
| Златна лопта              | Сребрна лопта             | Бронзана лопта          |
| ------------------------- | ------------------------- | ----------------------- |
| Суен Вен                  | Сиси                      | Мишел Ејкерс            |
| Златна копачка            | Златна копачка            | Бронзана копачка        |
| Сиси                      | Суен Вен                  | Адн Кристин Аренес      |
| 7. голова, 3. асистенције | 7. голова, 3. асистенције | 4. гола, 1. асистенција |
| Фер плеј                  |                           |                         |
| Кина                      |                           |                         |

### Коначно рангирање
Према статистичкој конвенцији у фудбалу, мечеви одлучени у продужецима се рачунају као победе и порази, док се мечеви одлучени извођењем једанаестераца рачунају као нерешени.

| Pos | Г | Тим              | О | П | Н | И | ГД | ГП | ГР  | Бод. | Крајњи резултат            |
| --- | - | ---------------- | - | - | - | - | -- | -- | --- | ---- | -------------------------- |
| 1   | А | Сједињене Државе | 6 | 5 | 1 | 0 | 18 | 3  | +15 | 16   | Шампионке                  |
| 2   | Д | Кина             | 6 | 5 | 1 | 0 | 19 | 2  | +17 | 16   | Друго место                |
| 3   | Б | Бразил           | 6 | 3 | 2 | 1 | 16 | 9  | +7  | 11   | Треће место                |
| 4   | Ц | Норвешка         | 6 | 4 | 1 | 1 | 16 | 8  | +8  | 13   | Четврто место              |
|     |   |                  |   |   |   |   |    |    |     |      |                            |
| 5   | Ц | Русија           | 4 | 2 | 0 | 2 | 10 | 5  | +5  | 6    | Елиминисане у четвртфиналу |
| 6   | Д | Шведска          | 4 | 2 | 0 | 2 | 7  | 6  | +1  | 6    | Елиминисане у четвртфиналу |
| 7   | А | Нигерија         | 4 | 2 | 0 | 2 | 8  | 12 | −4  | 6    | Елиминисане у четвртфиналу |
| 8   | Б | Немачка          | 4 | 1 | 2 | 1 | 12 | 7  | +5  | 5    | Елиминисане у четвртфиналу |
|     |   |                  |   |   |   |   |    |    |     |      |                            |
| 9   | Б | Италија          | 3 | 1 | 1 | 1 | 3  | 3  | 0   | 4    | Елиминисане у групној фази |
| 10  | А | Северна Кореја   | 3 | 1 | 0 | 2 | 4  | 6  | −2  | 3    | Елиминисане у групној фази |
| 11  | Д | Аустралија       | 3 | 0 | 1 | 2 | 3  | 7  | −4  | 1    | Елиминисане у групној фази |
| 12  | Ц | Канада           | 3 | 0 | 1 | 2 | 3  | 12 | −9  | 1    | Елиминисане у групној фази |
| 13  | Д | Гана             | 3 | 0 | 1 | 2 | 1  | 10 | −9  | 1    | Елиминисане у групној фази |
| 13  | Ц | Јапан            | 3 | 0 | 1 | 2 | 1  | 10 | −9  | 1    | Елиминисане у групној фази |
| 15  | А | Данска           | 3 | 0 | 0 | 3 | 1  | 8  | −7  | 0    | Елиминисане у групној фази |
| 16  | Б | Мексико          | 3 | 0 | 0 | 3 | 1  | 15 | −14 | 0    | Елиминисане у групној фази |